# London Irish Rugby Football Club
London Irish Rugby Football Club é uma equipe de rugby da cidade de Londres, na Inglaterra. Atualmente disputa a primeira divisão nacional, a  Aviva Premiership e a Heineken Cup, principal competição  européia na modalidade. Foi fundado em 1898, e manda suas partidas no Madesjki Stadium.

## Melhores desempenhos
Na Copa da Inglaterra, chegou ao vice-campeonato nos anos 1980 e foi campeão em 2002. No campeonato inglês, foi vice-campeão em 2009. Na Heineken Cup, chegou às semi-finais em 2008, onde foi eliminado pelo Stade Toulousain. Já na Challenge Cup, foi vice-campeão em 2006.